# Родригеш де Карвалью, Мануэл
Мануэ́л Родри́геш де Карва́лью (порт. Manuel Rodrigues de Carvalho; 22 марта 1929, Оэйраш — 8 сентября 1999, Лиссабон) — португальский государственный деятель. Министр образования и культуры (1974—1975).

## Биография
Получил военное образование. После военного училища, окончил португальскую Военную академии. Офицер артиллерист. Во время своей военной карьеры служил в Анголе и Гвинее-Бисау. Участник португальской колониальной войны.
В октябре 1972 года в звании подполковника вышел в отставку.
После этого поступил на фармацевтического факультет университета Порту. С ноября 1972 года по июль 1973 года работал по новой специальности.
После «Революции гвоздик» с 3 декабря 1974 года по 26 марта 1975 года работал в составе Временного правительства Вашку душ Сантуша Гонсалвеша в качестве министра образования и культуры